# Dichromodes oriphoetes
Dichromodes oriphoetes är en fjärilsart som beskrevs av Turner 1930. Dichromodes oriphoetes ingår i släktet Dichromodes och familjen mätare. Inga underarter finns listade i Catalogue of Life.